# Inafferrabile
Inafferrabile è un singolo della cantante italiana Anna Tatangelo, pubblicato il 29 maggio 2015 come quinto estratto dall'album Libera.

## Il brano
Il brano, scritto da Federica Camba e Daniele Coro, esce dopo la partecipazione dalla Tatangelo al Festival di Sanremo 2015.
Il testo racconta la storia di una donna innamorata che, nonostante sia consapevole di essere attratta da un uomo che fondamentalmente non potrà mai avere, segue il suo istinto.

## Video musicale
Il videoclip, diretto da Gaetano Morbioli e girato da Cosimo Alemà, ha chiari riferimenti alla figurati immaginaria di Valentina, dominatrice al centro della scena. La cantante si mostra sensuale e camaleontica che balla sulle note del pezzo. Il video, pubblicato su YouTube il 26 maggio 2015, conta 7 cambi d'abito, 4 ballerine e due intere giornate di riprese.

## Formazione
- Anna Tatangelo - voce
- Maurizio Fiordiliso - chitarra
- Alfredo Golino - batteria
- Roberto D'Aquino - basso
- Adriano Pennino - tastiera
- Claudia Arvati, Fabrizio Palma, Rossella Ruini - cori

## Classifiche
| Classifica (2015)         | Posizione massima |
| ------------------------- | ----------------- |
| Italia (airplay italiana) | 19                |